# Lonnie Eggleston
Lonnie J. Eggleston (Dodd City, Texas; 8 de junio de 1918-Oklahoma City, Oklahoma; 10 de julio de 1998) fue un jugador de baloncesto estadounidense que disputó una temporada en la BAA, además de jugar en la PBLA. Con 1,83 metros de estatura, jugaba en la posición de base.

## Trayectoria deportiva

### Universidad
Jugó durante su etapa universitaria en los Universidad Oklahoma A&M de la Universidad Oklahoma A&M, actual Universidad Estatal de Oklahoma, siendo elegido en 1942 en el mejor quinteto de la Missouri Valley Conference tras promediar 10,5 puntos por partido.

### Profesional
Tras cumplir con el servicio militar, fichó en 1947 con los Oklahoma City Drillers de la PBLA, donde jugó una temporada en la que fue el máximo anotador de su equipo, promediando 11,5 puntos por partido.
En 1948 fichó por los St. Louis Bombers de la BAA, con los que únicamente disputó dos partidos, promediando 2,0 puntos.

#### Estadísticas en la BAA

##### Temporada regular
| Temporada | Edad | Equipo            | Liga | Pos. | P | TC  | TCA | %TC  | TL  | TLA | %TL  | ASIS | FP  | PTS |
| 1948-49   | 30   | St. Louis Bombers | BAA  |      | 2 | 0.5 | 2.0 | .250 | 1.0 | 1.5 | .667 | 0.5  | 1.5 | 2.0 |
| Total     |      |                   | BAA  |      | 2 | 0.5 | 2.0 | .250 | 1.0 | 1.5 | .667 | 0.5  | 1.5 | 2.0 |